# Ареал искусства в Мюнхене
Ареал искусства (Kunstareal, «Кунстареал») — музейный квартал в районе Максфорштадт в Мюнхене.

## Музеи
- Старая пинакотека — европейская живопись XIII—XVIII вв.
- Новая пинакотека — европейская живопись и скульптура XVIII—XIX вв.
- Пинакотека современности — мировая живопись, скульптура и фотография XX и XXI вв.; коллекция произведений дизайна, графики и архитектуры
- Дворец Дюркхайм — Центр распространения искусства
- Турецкие ворота — площадка для художественных выставок
- Музей Брандхорста — частная коллекция современной живописи
- Глиптотека (Мюнхен) — древнегреческая, римская и этрусская скульптура
- Государственное античное собрание (древнегреческие, римские и этрусские вазы, ювелирное искусство и искусство малых форм)
- Городская галерея в доме Ленбаха — старая мюнхенская живопись, «Синий всадник» и «Новая вещественность», мировая живопись и скульптура ХХ и XXI вв.
- Государственное графическое собрание (Мюнхен) — мировая графика от Ренессанса до современности
- Музей копий классической скульптуры.